# Ліберті (Небраска)
Ліберті (англ. Liberty) — селище (англ. village) в США, в окрузі Ґейдж штату Небраска. Населення — 37 осіб (2020).

## Географія
Ліберті розташоване за координатами 40°5′8″ пн. ш. 96°28′59″ зх. д. / 40.08556° пн. ш. 96.48306° зх. д. (40.085507, -96.483009).  За даними Бюро перепису населення США в 2010 році селище мало площу 0,64 км², уся площа — суходіл.

## Демографія
Згідно з переписом 2010 року, у селищі мешкало 76 осіб у 29 домогосподарствах у складі 20 родин. Густота населення становила 119 осіб/км².  Було 36 помешкань (56/км²).
Расовий склад населення:
| - 98,7 % — білих |

До двох чи більше рас належало 1,3 %. Частка іспаномовних становила 0,0 % від усіх жителів.
За віковим діапазоном населення розподілялося таким чином: 32,9 % — особи молодші 18 років, 56,6 % — особи у віці 18—64 років, 10,5 % — особи у віці 65 років та старші. Медіана віку мешканця становила 37,5 року. На 100 осіб жіночої статі у селищі припадало 105,4 чоловіків;  на 100 жінок у віці від 18 років та старших — 96,2 чоловіків також старших 18 років.
Середній дохід на одне домашнє господарство  становив 38 210 доларів США (медіана — 33 750), а середній дохід на одну сім'ю — 45 787 доларів (медіана — 41 250). За межею бідності перебувало 21,4 % осіб, у тому числі 28,6 % дітей у віці до 18 років та 0,0 % осіб у віці 65 років та старших.
Цивільне працевлаштоване населення становило 18 осіб. Основні галузі зайнятості: сільське господарство, лісництво, риболовля — 22,2 %, публічна адміністрація — 16,7 %, фінанси, страхування та нерухомість — 16,7 %.